# Kooperative Praxis
Die Cooperative Praxis (engl. collaborative law oder collaborative practice, kurz CP) ist ein freiwilliges außergerichtliches Konfliktbearbeitungsverfahren, das bisher überwiegend im Familienrecht angewandt wird und bei dem die Parteien, ihre Anwälte und ggf. weiteren Experten gemeinsam auf eine außergerichtliche Einigung hinarbeiten.

## Das Modell

### Teilnehmer
Teilnehmer der Cooperativen Praxis sind die Parteien und ihre Anwältinnen und Anwälte sowie je nach Bedarf und gemeinsamer Übereinkunft weitere Fachpersonen wie zum Beispiel psychologische Berater, Kinderexperten (etwa Kinderpsychologen oder Sozialarbeiter) oder Steuerberater. Alle Beteiligten arbeiten gemeinsam darauf hin, mit den Konfliktparteien eigenverantwortlich eine Lösung zu erarbeiten, wobei die Anwälte und ggf. die anderen Fachpersonen sie parteilich unterstützen.
Die CP-Anwältinnen und -Anwälte wie auch die Fachpersonen sind für das Verfahren Cooperative Praxis besonders geschult und alle zugleich Mediatorinnen und Mediatoren. Sie arbeiten in örtlichen Netzwerken zusammen, siehe auch Deutsche Vereinigung Cooperative Praxis (DVCP).

### Phasen
Die Cooperative Praxis ist analog zur Mediation in fünf Phasen strukturiert:
1. Arbeitsbündnis,
2. Themenbestimmung und Bestandsaufnahme,
3. Interessenerforschung,
4. Einigung,
5. Implementierung.

### Disqualifikationsklausel
Kommt es zu einem Gerichtsverfahren, ist die cooperative Praxis beendet. In ihrer CP-Vereinbarung zu Beginn des Verfahrens haben die Parteien verbindlich vereinbart, dass sie sich in einem etwaig nachfolgenden streitigen Verfahren, wie auch vor Gericht nicht von denselben Anwälten vertreten lassen können (Disqualifikationsklausel).

### Abgrenzung
Auch die Mediation ist ein freiwilliges außergerichtliches Konfliktbearbeitungsverfahren, bei der die Eigenverantwortlichkeit der Parteien im Vordergrund steht. In der Mediation unterstützt ein allparteilicher Mediator (oder auch ein Team aus zwei Co-Mediatoren) die Parteien bei der eigenverantwortlichen Konfliktlösung. Anwälte und weitere Experten können zu geeignetem Zeitpunkt bei einer sich anbahnenden Einigung oder auch vor Abschluss der Abschlussvereinbarung hinzugezogen werden.
In Abgrenzung zur Mediation wird die Konfliktlösung bei der Cooperativen Praxis nicht durch einen allparteilichen Dritten (den Mediator) angeleitet, sondern wird durch die Parteianwälte gesteuert. Bei der Cooperativen Praxis sind die Anwälte daran gehindert, ihre Parteien ggf. später vor Gericht – oder auch außergerichtlich – STREITIG – zu vertreten. Dies gilt nicht in Ehescheidungsverfahren, wenn sämtliche Folgesachen bereits einverständlich im Rahmen der Cooperativen Praxis geregelt sind. In der Mediation ist eine anschließende anwaltschaftliche Vertretung einer der Parteien durch die gemeinsame Mediatorin ausgeschlossen.
Die Cooperative Praxis ist komplexer als die Mediation, da wenigstens zwei Anwältinnen oder Anwälte oder psychologische Fachperson beteiligt sind. CP ist beispielsweise dann besonders geeignet, wenn die Parteien den Wunsch verspüren, während des gesamten Verlaufs der Konfliktbearbeitung eine anwaltliche und/oder psychische Begleitung zu haben und auf diese als Fürsprecher zurückgreifen zu können.
Cooperative Praxis wird auch bei der innerbetrieblichen Konfliktbearbeitung angewandt, das Verfahren wird dann von zwei psychologischen Fachpersonen geführt, .

## Cooperative Praxis weltweit
Die Cooperative Praxis wurde in den USA entwickelt. Ihr Anfang wird üblicherweise auf 1990 datiert und auf die Arbeiten des Anwalts Stuart G. Webb (kurz: Stu Webb) zu collaborative law zurückgeführt. Hinzu kamen ab 1992 Arbeiten der Psychologen Peggy Thompson und Rodney Nurse, ab Mitte der 1990er gemeinsam mit der Sozialarbeiterin Nancy Ross, zu einem von ihnen collaborative divorce genannten Ansatz.
In den USA wurde der Uniform Collaborative Law Act 2009 angenommen und 2010 geänderte und in Uniform Collaborative Law Rules and Act umbenannt. Dieses Bundesgesetz wurde bisher in mehreren Bundesstaaten ratifiziert.
Anfang der 2000er Jahre wurde die Cooperative Praxis auch in Europa bekannt gemacht: 2003 und 2004 fanden die ersten Konferenzen hierzu in Österreich und der Schweiz statt. Praxisgruppen bestehen auch in weiteren europäischen Staaten.